# Estrategia shortstack
La estrategia shortstack es un concepto especial de póquer para la modalidad "no limit hold'em" (sin límites). 
El stack de un jugador en una mesa de póquer es la cantidad de dinero que tiene para jugar. Como normal general, las mesas de NL ('no limit') tienen un límite de dinero con el que cada jugador puede entrar en la mesa. Esta cantidad puede variar, pero suele estar entre 10 y 100 ciegas grandes o big blinds. Así, en una mesa NL $0.5/$1 (donde $0.5 es la ciega pequeña y $1 es la ciega grande) un jugador podría entrar en la mesa con $10 o $100. Shortstack significa entonces que los jugadores que utilizan esta estrategia entran en la mesa con una cantidad baja de dinero, unas 20 ciegas grandes habitualmente.
En el póquer hay manos iniciales fuertes y manos iniciales menos fuertes. Con la estrategia shortstack uno sólo juega las manos más fuertes de forma muy agresiva, buscando meter todas sus fichas en el bote antes del flop (el flop es una de las tres tandas de cartas repartidas en la mano de póker "hold'em") o en el flop, evitando así la parte más complicada del póquer, el juego post-flop. Una parte importante de esta estrategia consiste en abandonar la mesa en cuanto uno ha conseguido el doble del dinero con el que entró en ella o, como mínimo, el 25% de las ciegas con las que entró (si se entra en la mesa con 20 ciegas grandes, se sale de ella cuando uno haya alcanzado 25).
Con esta estrategia se puede jugar en todas las mesas de póquer sin límites, pero la mayoría de los jugadores la usa en las mesas en línea en las salas de póquer. Como uno sólo juega muy pocas manos iniciales se pueden jugar muchas mesas simultáneamente y así se puede ganar mucho dinero.
Al margen de evitar el juego post-flop, la principal ventaja de esta estrategia reside en la diferencia de stacks de los jugadores en la mesa. Aquellos con stacks grandes suelen cometer el error de ver la apuesta de un shortstack con manos no muy fuertes porque ésta supone una pequeña parte de su stack, sin considerar que probablemente su mano no es tan buena como la del shortstack.
La estrategia ya existe hace muchos años pero en los últimos tiempos la escuela de póquer PokerStrategy ha perfeccionado la "SSS" (se llama así porque en inglés es "shortstack strategy") con varias tablas para el juego antes del flop (el flop es la primera de las tres fases en texas hold'em: flop, turn y river), movimientos estándar en el flop y análisis profundos.
Este concepto se usa para construir una banca y es perfecto para principiantes ya que sólo se necesita poco dinero como banca y se evitan errores que se pueden cometer en el juego después del flop.  
Estrategia Short Stack conceptos GTO 
A partir de jugadores profesionales como  https://pokercoachfreestyle.com/ podemos sacar conceptos claves y sencillos de aplicar a la hora de jugar cortos de stack 
- No jugar con Suited Conectors ( ya que no podremos materializar nuestro proyecto … ya que prácticamente tendremos que ir Allim en el flop ) 
-Jugar High Cards … Ax Kx Qx  
-Evitar call a 3bets cuando no tenemos premium JJ+   